# Wydad Athletic Club (boxe)
Pour les articles homonymes, voir Wydad Athletic Club.
Le Wydad Athletic Club est un club sportif professionnel marocain omnisports fondé le 8 mai 1937, basé à Casablanca et à portée nationale et internationale. Sa section de boxe a été créée le 18 septembre 1948, sous l'impulsion de Mohamed Benjelloun Touimi, président-fondateur du club et membre à vie du Comité international olympique (CIO).
Vainqueur de nombreux titres nationaux et internationaux, dont les sacres du Championnat du Maroc d'Athlétisme et de la Coupe du Trône d'Athlétisme que sois au niveau des équipes ou même bien le palmarès individuel.

## Histoire
La création du WAC fut très difficile; en effet, le contexte était marqué par le protectorat français en empire chérifien, ce qui fait l'origine de sa création est synonyme à celle du mouvement national marocain, dans un cadre sportif, club omnisports, car durant cette époque le port de casablanca était entouré de plusieurs piscines et pour y accéder il fallait faire partie d'un club mais les clubs étaient tous dirigés par des colons. Pour L'ODJ Maroc, « l'histoire du WAC est une partie intégrante de l’histoire de la résistance contre les colons français. Depuis sa création en 1937, le club s’est érigé en véritable symbole de nationalisme et de résistance. »
À partir de la saison 1935/1936, plusieurs marocains purent y profiter des piscines de la ville en s'inscrivant dans ses clubs. Mais le nombre de marocains augmenta rapidement ce qui a inquiété les autorités françaises qui renvoient les « indigènes » des clubs. C'est après cet événement qu'est venue l'idée de créer un club cent pour cent marocain. Mais ce ne fut pas très facile car après plusieurs demandes pour la création du club, demandes qui furent chaque fois sans réponse, les benjellouns, Mohamed (président-fondateur du club) et Abdelkader (2e président du club), décidèrent de contacter directement s.a.i. le sultan sidi Mohammed ben Youssef et c'est là qu'il intervint personnellement pour autoriser la création du nouveau club indigène. Ainsi fut créé le Wydad Athletic Club le 8 mai 1937,.
L'origine du nom est venue lors de la toute 1re réunion du premier comité du club lorsque feu Mohamed Massiss, alors membre du comité, est arrivé en retard car il regardait le dernier film arabe de l'astre d'orient, film intitulé : WYDAD (signifiant « amour » en arabe). Le club omnisports a commencé donc avec six disciplines dont sa première équipe était celle de water-polo puisque la 1re section d'eux fut celle de natation. La 2e section du WAC fut celle de basketball, la 3e est celle de football, la 4e est celle de volleyball, la 5e est celle de rugby et la 6e fut celle de handball... etc.
Étant club omnisports, le WAC a créé sa section de boxe le 18 septembre 1948, sous l'impulsion de feu haj Mohamed Benjelloun Touimi, président-fondateur du club, président d'honneur à vie du club et membre à vie du Comité international olympique (CIO).

## Palmarès
Étant l'un des prestigieux clubs omnisports au Maroc, le WAC possède un palmarès riche, grâce notamment à ses champions dont :
- Khadija Mardi :
  - Jeux Olympiques (Rio 2016) : Quarts de finale (Catégorie moins de 75 kg).
  - Jeux Africains (Rabat 2019) : Médaille d'or (Catégorie moins de 75 kg)[12].
  - Championnats du Monde (Oulan-Oude 2019) : Médaille de bronze (Catégorie moins de 75 kg).
  - Championnats du Monde (Istanbul 2022) : Médaille d’argent (Catégorie plus de 81 kg)[13].
  - Championnat d'Afrique (Maputo 2022) : Médaille d'or (Catégorie plus de 81 kg)[14].
  - Championnats du Monde (New Delhi 2023) : Médaille d'or (Catégorie plus de 81 kg)[15].
  - Championnats d'Afrique (Yaoundé 2023) : Médaille d'or (Catégorie moins de 81 kg)[16].
  - Jeux Africains (Accra 2023) : Médaille d'or (Catégorie plus de 81 kg)[17].

- Widad Bertal : 
  - Championnats d'Afrique (Maputo 2022) : Médaille de bronze (Catégorie moins de 54 kg)[18].
  - Championnats d'Afrique (Yaoundé 2023) : Médaille d'or (Catégorie "Moins de 54 kg")[19].
  - Jeux Panarabes (Alger 2023) : Médaille d'or (Catégorie moins de 54 kg)[17].
  - Jeux Africains (Accra 2023) : Médaille d'or (Catégorie moins de 54 kg)[17].
  - Championnats d'Afrique (Kinshasa 2024) : Médaille d'or (Catégorie moins de 54 kg)[20].

- Sara Louarrak : 
  - Championnat du Maroc 2019 : Médaille d'argent (Catégorie moins de 54 kg)[21].
  - Elle a déjà remportée un titre du Championnat du Maroc.
  - Championnat du Maroc : Médaille d'argent (Catégorie moins de 54 kg).
  - Championnat de la Ligue du Chaouïa : Médaille d'or (Catégorie moins de 54 kg).

- Kamal Bouâmira : 
  - Championnat de la Ligue du Chaouïa 2024 : Médaille d'argent.

## Personnalités du club

### Présidents
Présidents de la section de boxe
- Mustapha Mellouki

### Entraineurs emblématiques
- Ahmed Matla
- Ba Mouha

### Joueurs emblématiques
- Mohamed Sarrah
- Ahmed Matla
- Mohamed Mahjoubi
- Aziz Daâri
- Abdellah Jadir
- Abdelhak Karmaoui
- Tarik Boukhari
- Hamza Belâalya
- Hamza Sarrah
- Abdenaji Chellah

### Joueuses emblématiques
- Khadija Mardi
- Wydad Bartal